# Tamara Buciuceanu
Tamara Buciuceanu-Botez (n. 10 august 1929, Tighina, România – d. 15 octombrie 2019, București, România) a fost o actriță română de teatru, film și televiziune.

## Biografie
A absolvit Liceul „Clara Doamna” din Suceava. Între 1948-1951 a frecventat Institutul de Teatru „Vasile Alecsandri” din Iași, însă în anul IV de studii s-a transferat la București, la Institutul de Artă Teatrală și Cinematografică la clasa profesorului Nicolae Bălțățeanu (asistentă Sorana Coroamă-Stanca). Tamara Buciuceanu a terminat studiile în 1952. În același an debutează pe scena Teatrului Giulești cu rolul Marfa din piesa „Makkar Dubrava”, alături de Geo Barton. A fost una din reprezentantele generației de aur a teatrului românesc și era supranumită „Doamna comediei românești”. A jucat în peste 25 de filme, personajul său emblematic fiind profesoara Isoscel din seria Liceenii.
A jucat la Teatrul Giulești, Teatrul Bulandra, Teatrul Național „Ion Luca Caragiale”, Teatrul de comedie etc. A interpretat-o pe Coana Chirița pe scena Teatrului Național din Iași.
A avut roluri importante în teatru în piese precum „Coana Chirița”, „Romeo și Julieta la început de noiembrie”, „Scaunele”, „Cumetrele”, „Doctor fără voie”, „Nepotul”, „Așteptând la arlechin”, „Domnișoara Nastasia”, „Mamouret” etc. Este cunoscută pentru interpretarea personajului Vica Delcă din piesa „Dimineață pierdută” după Gabriela Adameșteanu. De asemenea Tamara Buciuceanu a avut o carieră fructuoasă în televiziune, fiind celebră pentru cupletele sale din programele de Revelion. TVR Media a lansat în 2006 DVD-ul „Tamara Buciuceanu” ce cuprinde o selecție din aparițiile sale în programele de divertisment ale Televiziunii Române.
În data de 23 octombrie 2014, într-o ceremonie ce a avut loc la Castelul Peleș din Sinaia a primit din partea Casei Regale a României decorația Ordinul Coroana României în grad de Ofițer cu ocazia celei de-a 93-a aniversări a regelui Mihai I al României, decorație înmânată de principesa moștenitoare Margareta, Custodele Coroanei române.
A fost căsătorită din 1962 cu medicul anestezist Alexandru Botez (decedat în 1996). Nu a avut copii. A obținut 20 de premii pentru interpretare, iar în septembrie 2011 a primit o stea pe  Aleea Celebrităților (Walk of Fame) din Piața Timpului București, situată în imediata vecinătate a magazinului Cocor.
Tamara Buciuceanu-Botez s-a stins din viață pe data de 15 octombrie 2019, la vârsta de 90 de ani, din cauza unei afecțiuni cardiace.
Este societar de onoare al Teatrului Național din București din 2004, precum și al Teatrului Național de Operetă.

## Teatru
La Teatrul de Operetă, Tamara Buciuceanu a lucrat aproape nouă ani.

### Radiofonic
Încă din perioada de început a carierei artistice, Tamara Buciuceanu-Botez a colaborat cu Radiodifuziunea Română. Aici a înregistrat sute de spectacole intrate în fonoteca de aur. O colaborare îndelungată cu Radioul a fost emisiunea de divertisment Unda veselă.
- Trenurile mele de Tudor Mușatescu; ca Eleonora
- Fiecare cum vede de Luigi Pirandello
- Curajul femeii în dragoste de Felix Anton Rizea

## Filmografie (selectiv)

### Actriță
- Anecdota (1972) - film TV
- Scorpia (1973) -film TV
- Vegetarian (1973)
- La spațiul locativ (1975) - film TV
- Doctor fără voie (1976) - film TV
- Ultimele zile ale verii (1976)
- Domnișoara Nastasia (1976) - film TV
- Premiera (1976)
- Serenadă pentru etajul XII (1976)
- Tufă de Veneția (1977)
- Mama (1977)
- Toate pînzele sus (serial TV, 1977) - ep. 2, 12
- Melodii, melodii (1978)
- Vis de ianuarie (1979)
- Blestemul pămîntului – Blestemul iubirii (1980) - Maria Herdelea
- Lumina palidă a durerii (1980) - dublaj de voce
- Cântec pentru fiul meu (1980)
- Singur printre prieteni (1980)
- Șantaj (1981)
- Alo, aterizează străbunica!... (1981)
- De ce trag clopotele, Mitică? (1981)
- Grăbește-te încet (1982)
- Înghițitorul de săbii (1982)
- Prea tineri pentru riduri (1982)
- Chirița în provincie (1982) - teatru TV
- Sfantul Mitica Blajinu (1982) - teatru TV
- Bocet vesel (1984)
- Declarație de dragoste (1985) - profesoara Isoscel
- Liceenii (1986) - profesoara Isoscel
- Punct... și de la capăt (1987) - Sofica
- Primăvara bobocilor (1987) - Varvara
- Cuibul de viespi (1987) - adaptare cinematografică după piesa Gaițele
- Extemporal la dirigenție (1988) - profesoara Isoscel
- Muzica e viața mea (1988)
- Dimineața pierdută (1990) - teatru TV
- Liceenii Rock'n'Roll (1991) - profesoara Isoscel
- Titanic vals (1993) - film TV
- Liceenii în alertă (1993) - profesoara Isoscel
- Paradisul în direct (1995)
- Dublaj de voce la seria animată Povești cu Mac-Mac, în rolul doamnei Bentina Beakley, în original vocea aparținându-i lui Joan Gerber (1996)
- Sexy Harem Ada Kaleh (2001)
- Agenția matrimonială (2005) - serial TV
- Cuscrele (2005) - serial TV
- Cu un pas înainte (2007) - Marga Steiner (3 episoade, 2007)
- Nunta mută (2008)
- Toată lumea din familia noastră (2012)

### Voce
- Mama (1977) - interpretă de piese muzicale
- Orășelul leneș: Bessie
- Prințesa și Broscoiul: Mama Odie
- Rio 2: mătușa Mimi

## Distincții
- Medalia Muncii (7 septembrie 1957) „pentru merite deosebite în activitatea artistică, cu prilejul împlinirii a 10 ani de la înființarea Teatrului Muncitoresc C.F.R.”[13]
- Ordinul național „Serviciul Credincios” în grad de Cavaler (1 decembrie 2000) „pentru realizări artistice remarcabile și pentru promovarea culturii, de Ziua Națională a României”[14]